# 언리얼 엔진 1
언리얼 엔진 1(Unreal Engine 1, UE1, 원래는 그냥 언리얼 엔진)은 게임 엔진 시리즈인 언리얼 엔진의 첫 번째 버전이다. 이 엔진은 1995년 에픽게임즈의 창립자 팀 스위니가 언리얼 게임 제작을 위해 개발하기 시작했다. 에픽게임즈는 나중에 다른 게임 개발 스튜디오에 엔진 라이선스를 제공하기 시작했다. 이 엔진의 후속작은 언리얼 엔진 2이다.

## 역사
언리얼 엔진의 1세대는 에픽게임즈의 창립자인 팀 스위니가 개발했다. 그의 셰어웨어 게임인 ZZT (1991)와 질 오브 더 정글(Jill of the Jungle, 1992)을 위한 편집 도구를 만든 후, 스위니는 1995년에 나중에 1인칭 슈팅 게임인 언리얼이 될 게임을 제작하기 위해 엔진을 쓰기 시작했다. 수년간의 개발 끝에 1998년 게임 출시와 함께 데뷔했지만, 마이크로프로스와 레전드 엔터테인먼트는 1996년에 라이선스를 받아 훨씬 일찍 기술에 접근할 수 있었다. 인터뷰에 따르면, 스위니는 그래픽, 도구, 네트워킹 시스템을 포함하여 엔진 코드의 90%를 직접 작성했다.

### 라이선싱
스위니는 처음에는 자신의 엔진에 라이선스를 제공할 계획이 없었지만, 다른 스튜디오들이 에픽으로부터 라이선스를 받겠다고 제안하자 동의했다.
저희는 1995년경 일찍이 저희 게임의 놀라운 스크린샷뿐만 아니라 저희 에디터의 스크린샷도 공개했습니다. 이로 인해 회사들이 저희에게 전화를 걸었습니다. 마이크로프로스가 전화해서 "당신들의 엔진 라이선스에 관심이 있습니다!"라고 말했고, 저희는 "엔진? 무슨 엔진이죠? 아! 맞다, 저희 엔진! 그거 아주 비쌉니다."라고 했습니다.— 스위니, 게임 디벨로퍼, 2018

스위니는 언리얼 엔진 라이선스 사업의 성공의 일부를 고객 지원 덕분으로 돌렸다. 1999년 말까지 뉴욕 타임스는 에픽의 기술을 사용한 16개의 외부 프로젝트가 있었다고 보도했으며, 여기에는 데이어스 엑스, 더 휠 오브 타임, 듀크 뉴켐 포에버가 포함되었고, 후자는 원래 퀘이크 2 엔진을 기반으로 했다. 엔진 사업에서 소스 코드만 제공했던 이드 소프트웨어와 달리, 에픽은 라이선스 사용자에게 지원을 제공했으며, 내부적으로 언리얼 테크 자문 그룹(Unreal Tech Advisory Group)이라고 불리는 게임 개발 시스템 개선을 논의하기 위해 담당자들과 함께 했다. 제작 비용이 약 3백만 달러이고 라이선스 비용이 최대 35만 달러였지만, 에픽은 언리얼에드와 언리얼스크립트라는 스크립팅 언어를 통합하여 플레이어가 게임을 수정할 수 있도록 허용함으로써, 여러 세대의 게임에 걸쳐 확장 가능하도록 구축된 게임 엔진을 중심으로 열성적인 커뮤니티를 형성했다.
언리얼 기술의 큰 목표는 여러 세대의 게임을 통해 확장하고 개선될 수 있는 코드 기반을 구축하는 것이었습니다. 이 목표를 달성하려면 기술을 상당히 범용적으로 유지하고, 깔끔한 코드를 작성하며, 엔진을 매우 확장 가능하도록 설계해야 했습니다. 확장 가능한 다세대 엔진을 설계하려는 초기 계획은 기술이 완성됨에 따라 라이선스를 제공하는 데 큰 이점을 주었습니다. 몇 가지 라이선스 계약을 체결한 후, 우리는 이것이 합법적인 사업이라는 것을 깨달았습니다. 그 이후로 이것은 우리 전략의 주요 구성 요소가 되었습니다.— 스위니, 맥시멈 PC, 1998

## 기능

### 렌더링
처음에는 엔진이 전적으로 소프트웨어 렌더링에 의존했는데, 이는 그래픽 계산이 중앙 처리 장치(CPU)에 의해 처리된다는 것을 의미했다. 그러나 시간이 지나면서, 3dfx 가속기 전용으로 설계된 Glide API에 중점을 두면서 전용 그래픽 카드가 제공하는 기능을 활용할 수 있게 되었다. OpenGL과 Direct3D가 지원되었지만, 당시 텍스처 관리의 부족으로 인해 글라이드에 비해 느린 성능을 보였다. 스위니는 특히 일반 하드웨어용 OpenGL 드라이버의 품질을 비판하며, "매우 문제가 많고, 버그가 많으며, 테스트되지 않았다"고 묘사했고, Direct3D의 더 간단하고 깔끔한 지원과는 반대로 구현 코드를 "끔찍하다"고 표현했다. 오디오와 관련하여, 에픽은 어셈블리어로 만들어진 갤럭시 사운드 시스템을 사용했는데, 이 시스템은 EAX 및 Aureal 기술을 모두 통합하고 트래커 음악 사용을 허용하여 레벨 디자이너가 맵의 특정 지점에서 게임 사운드트랙을 재생하는 방식에 유연성을 주었다. 퀘이크용 리퍼 봇 플러그인의 저자인 스티브 폴지는 이전에 IBM에서 라우터 프로토콜을 설계하면서 얻은 지식을 바탕으로 인공지능 시스템을 프로그래밍했다.
스위니에 따르면, 엔진에서 프로그래밍하기 가장 어려웠던 부분은 렌더러였으며, 개발 과정에서 핵심 알고리즘을 여러 번 다시 작성해야 했다. 그는 모든 서브시스템을 연결하는 인프라가 덜 "화려하다"고 느꼈다. 상당한 개인적인 노력이 필요했지만, 그는 이 엔진이 에픽에서 가장 좋아하는 프로젝트였다고 말하며 다음과 같이 덧붙였다. "첫 번째 언리얼 엔진을 작성하는 것은 3.5년에 걸친 광범위한 소프트웨어의 수백 가지 고유 주제를 탐구하는 과정이었고, 믿을 수 없을 정도로 깨달음을 주었습니다."

### 기타 기능
이 엔진의 기능으로는 충돌 감지, 컬러 조명, 제한적인 형태의 텍스처 필터링 등이 있었다. 또한 레벨 에디터인 UnrealEd를 통합했는데, 1996년 일찍이 실시간 구조적 입체기하학 작업을 지원하여 맵 제작자가 즉석에서 레벨 레이아웃을 변경할 수 있게 했다. 언리얼은 이드 소프트웨어(둠과 퀘이크의 개발사)와 경쟁하기 위해 설계되었음에도 불구하고, 공동 설립자인 존 카맥은 이 게임의 16비트 컬러 사용과 볼륨 안개와 같은 시각 효과 구현을 칭찬했다. 그는 제프 킬리가 게임스팟에 기고한 기사에서 "앞으로 중요한 게임이 8비트 컬러를 염두에 두고 설계될 일은 없을 것"이라며, "언리얼은 직접 색상을 향해 나아가는 데 중요한 일을 했고, 이는 아티스트들에게 훨씬 더 많은 자유를 준다"고 말했다. 그는 "빛 번짐(광구), 안개 볼륨, 복합 하늘은 내가 계획하고 있던 단계였지만, 에픽이 언리얼로 먼저 도달했다"고 말하며 덧붙였다. "언리얼 엔진은 액션 게이머가 미래 제품에서 기대하는 수준을 높였다. 게임에서 처음 볼 수 있었던 시각 효과는 미래 게임에서 기대될 것이다."
언리얼은 그래픽 혁신으로 주목받았지만, 스위니는 1999년 유로게이머와의 인터뷰에서 게임의 많은 부분이 미흡했다고 인정하며, 게이머들이 높은 시스템 요구 사양과 온라인 플레이 문제에 대해 불평했다고 언급했다. 에픽은 언리얼 토너먼트 개발 중에 이러한 문제들을 해결하기 위해 엔진에 여러 개선 사항을 통합했는데, 이는 저사양 기기에서의 성능 최적화와 네트워킹 코드 개선을 목표로 했으며, 깃발 뺏기와 같은 팀 기반 게임 모드에서 봇이 협력 플레이를 보이도록 인공지능을 개선하기도 했다. 원래 언리얼의 확장팩으로 계획되었던 이 게임은 S3TC 압축 알고리즘 지원을 통해 성능 저하 없이 24비트 고해상도 텍스처를 사용할 수 있게 되어 이미지 품질이 향상되었다.
엔진은 마이크로소프트 윈도우, 리눅스, 맥, 유닉스에서 사용할 수 있었을 뿐만 아니라, 언리얼 토너먼트를 통해 플레이스테이션 2로 포팅되었고, 시크릿 레벨(Secret Level, Inc.)의 도움으로 드림캐스트로도 포팅되었다.